# Nederlandse kampioenschappen schaatsen afstanden 2016 - 5000 meter vrouwen
De 5000 meter vrouwen op de Nederlandse kampioenschappen schaatsen afstanden 2016 werd gehouden op 29 december 2015 in Thialf in Heerenveen. Titelverdedigster was Carien Kleibeuker, die de titel pakte tijdens de Nederlandse kampioenschappen schaatsen afstanden 2015, en deze ook wist te prolongeren.

## Statistieken

### Uitslag
| #      | Schaatser           | Tijd    |
| ------ | ------------------- | ------- |
| Goud   | Carien Kleibeuker   | 6.58,88 |
| Zilver | Irene Schouten      | 7.03,71 |
| Brons  | Lisa van der Geest  | 7.06,30 |
| 4      | Antoinette de Jong  | 7.07,55 |
| 5      | Carlijn Achtereekte | 7.10,19 |
| 6      | Jorien Voorhuis     | 7.11,58 |
| 7      | Linda de Vries      | 7.11,87 |
| 8      | Reina Anema         | 7.12,32 |
| 9      | Yvonne Nauta        | 7.15,02 |
| 10     | Melissa Wijfje      | 7.16,12 |
| WDR    | Rixt Meijer         | –       |
| WDR    | Diane Valkenburg    | –       |

## Uitslag
- Uitslagen NK Afstanden 2016 op SchaatsStatistieken.nl

1987 · 
1988 · 
1989 · 
1990 · 
1991 · 
1992 · 
1993 · 
1994 · 
1995 · 
1996 · 
1997 · 
1998 · 
1999 · 
2000 · 
2001 · 
2002 · 
2003 · 
2004 · 
2005 · 
2006 · 
2007 · 
2008 · 
2009 · 
2010 · 
2011 · 
2012 · 
2013 · 
2014 · 
2015 · 
2016 · 
2017 · 
2018 · 
2019 · 
2020 · 
2021 · 
2022 · 
2023 · 
2024 · 
2025